# Pseudomyrmex simplex
Pseudomyrmex simplex es una especie de hormiga del género Pseudomyrmex, subfamilia Pseudomyrmecinae. Esta especie fue descrita científicamente por Smith en 1877.

## Distribución
Se encuentra en los Estados Unidos, Argentina, Bahamas, Belice, Brasil, Colombia, Costa Rica, Cuba, República Dominicana, Ecuador, El Salvador, Antillas Mayores, Granada, Guatemala, Haití, Honduras, Jamaica, México, Panamá, Paraguay, Perú, Puerto Rico, Trinidad y Tobago y Venezuela.